# Ulrich Teichler
Ulrich Teichler (* 23. Juli 1942 in Stettin) ist ein deutscher Soziologe und Hochschulforscher.

## Leben und Wirken
Ulrich Teichler absolvierte das Ratsgymnasium Minden, studierte Soziologie an der Freien Universität Berlin, legte die Prüfung zum Diplomsoziologen ab und arbeitete danach als wissenschaftlicher Mitarbeiter am Max-Planck-Institut für Bildungsforschung in Berlin. An der Universität Bremen wurde er mit einer Arbeit über Bildung und Statusdistribution in Japan zum Dr. phil. promoviert.
Von 1978 bis 2013 war Ulrich Teichler Professor für Berufs- und Hochschulforschung an der Universität Kassel. Er lehrte an Hochschulen in Deutschland, Österreich, den Niederlanden, in Japan, den USA und Argentinien. Teichler hatte Professuren an der Northwestern University, am Europakolleg und an der Universität Hiroshima. In seiner Forschung beschäftigt er sich vor allem mit den Themen Hochschule und Beruf, Struktur des Hochschulwesens sowie internationale Kooperation und Mobilität.
Neben seiner wissenschaftlichen Tätigkeit ist Ulrich Teichler in wissenschaftspolitischen Gremien tätig. Seit 1988 ist er Mitglied des Board of Gouvenors des Consortium of Higher Education Researchers (CHER), wo er 1988/1989 Sekretär und von 1992 bis 1998 Vorsitzender war. Von 1992 bis 2011 war Teichler Direktor des Internationalen Zentrums für Hochschulforschung (INCHER-Kassel). Von 1997 bis 2001 war er Präsident der European Higher Education Society (EAIR). Er ist Mitglied der International Academy of Education und seit 1992 der Academia Europaea.
Teichler ist Herausgeber, Mitherausgeber oder Beiratsmitglied mehrerer deutscher und internationaler Zeitschriften wie „Das Hochschulwesen“, „Hochschulausbildung“, „European Journal of Education“, „American Journal of Education“, „South African Journal of Higher Education“ und „Asien“.
Ulrich Teichler war mit Yoko Teichler-Urata verheiratet, die 2019 starb. Sie haben zwei Söhne.

## Schriften
Ulrich Teichler hat über 1.000 Publikationen veröffentlicht, darunter Monografien und wissenschaftliche Artikel als Einzelautor, Mitautor und Herausgeber. Seine Arbeiten wurden in mehrere europäische und asiatische Sprachen übersetzt.
- Hochschulstrukturen im Umbruch. Eine Bilanz der Reformdynamik seit vier Jahrzehnten. Campus, Frankfurt am Main, New York 2005, ISBN 3-593-37976-7.
- Hochschulsysteme und Hochschulpolitik. Quantitative und strukturelle Dynamiken, Differenzierungen und der Bologna-Prozess. Waxmann, Münster 2005, ISBN 3-8309-1566-7.
- Higher Education Systems. Conceptual Frameworks, Comparative Perspectives, Empirical Findings. Sense Publishers, Rotterdam, Taipei 2007, ISBN 978-90-8790-137-0.
- Die Internationalisierung der Hochschulen. Neue Herausforderungen und Strategien. Campus, Frankfurt am Main, New York 2007, ISBN 978-3-593-38346-0.

## Ehrungen
- 1997: Forschungspreis des US-amerikanischen Council on International Educational Exchange (CIEE)
- 1998: Comenius-Medaille der UNESCO
- 2006: Verleihung der Ehrendoktorwürde der Universität Turku, Finnland
- 2008: Erasmus-Sonderpreis[3]
- 2008: Erstmalige Verleihung des Ulrich-Teichler-Preises durch die Gesellschaft für Hochschulforschung als Nachwuchspreis in den Kategorien „Beste Dissertation“ und „Beste Abschlussarbeit“[4]

Festschriften zu Ehren von Ulrich Teichler
- 2002: Jürgen Enders, Oliver Fulton (Hrsg.): Higher Education in a Globalising World. International Trends and Mutual Observation. Springer, Berlin 2002, ISBN 1-4020-0863-5. (englisch)
- 2008: Barbara M. Kehm (Hrsg.): Hochschule im Wandel. Die Universität als Forschungsgegenstand. Campus, Frankfurt am Main, New York 2008, ISBN 978-3-593-38746-8.